# Lasagna (singolo)
Lasagna è un singolo di "Weird Al" Yankovic estratto dall'album Even Worse ed è la parodia della canzone La Bamba.

## Descrizione
La canzone è una satira verso l'Italia e verso il cibo degli italiani.
Originariamente Yankovic voleva scrivere il testo tutto in italiano, ma si rese conto che così facendo avrebbe perso il 99% dell'umorismo.

## Il video
Nel 1997 venne fatto un video incompleto e venne trasmesso nel The Weird Al Show.
Nel video viene rappresentato lo stereotipo della famiglia italiana: un padre ("Weird Al" Yankovic senza occhiali), una madre di mezza età, due figli (maschio e femmina) e un uomo grasso (nella canzone viene chiamato "Cugino Luigi") che mangiano alcuni piatti tipici italiani (lasagne, linguine ecc.) e alla fine tutti si mettono a ballare il can can.

## Tracce
1. Lasagna – 2:45
2. Velvet Elvis – 4:27